# Шиповский, Сергей Владимирович
Сергей Владимирович Шиповский (2 января 1965, Ижевск, Удмуртская АССР) — советский и российский футбольный вратарь, тренер. Известен по выступлениям в Польше в 1992—2002 годах. Постоянно проживая в Польше, оставил российское гражданство.

## Карьера игрока
В 6 лет начал заниматься футболом в ижевской команде «Иж-Планета». Играл на позиции центрального защитника, пока тренер Виктор Коробейников не поставил его в ворота. В 17 лет попал в команду второй лиги из Ижевска. Её ворота надежно защищал опытный Евгений Шкондин, и Шиповский ради игровой практики перешёл в уфимский «СК Гастелло». В 1985 году тренер Геннадий Сарычев пригласил Эдуарда Рахмангулова и Сергея Шиповского из Уфы в куйбышевские «Крылья Советов», вышедшие в Первую лигу. С первых туров Шиповский стал основным вратарем и был им до конца сезона. В 1986 году его попытался призвать в свои ряды ЦСКА, но Шиповский предпочел пройти службу в клубе «СКА Карпаты» Львов. После службы в армии перешёл в донецкий «Шахтёр» из высшей лиги.
В 1990-х транзитом через камышинский «Текстильщик» оказался в польской Высшей лиге. В ней играл до 2002 года в краковском «Гутнике» и клубе «Погонь» Щецин. Сыграл в польской Премьер-лиге 166 матчей.

## Карьера тренера
По окончании карьеры игрока работал тренером в щецинской «Погони». Позднее открыл собственную школу вратарей, выпустившую много известных игроков. Среди выпускников — вратарь сборной Польши Радослав Майдан.

## Достижения
- Серебро Чемпионата Польши — 2001
- Бронза Чемпионата Польши — 1996
- Неоднократно признавался лучшим иностранным футболистом Польши. Входил в тройку лучших вратарей польской лиги[1].

## Семья
Сын Станислав Шиповский Окружным судом Варшавы 20 марта 2017 был приговорён к четырём годам тюрьмы по обвинению в шпионаже в пользу России.